# Koszmosz–373
Koszmosz–373 (oroszul: Космос 373) ISZ–P szovjet (ASAT) célműhold.

## Jellemzői
Feladata a világűrből támadó, nukleáris robbanótöltettel felszerelt űregységet felderítve, megközelítve, majd önmegsemmisítéssel elpusztítsa.

## Küldetés
A Központi Mérnöki Tervezőiroda (oroszul: Центральное конструкторское бюро машиностроения – ЦКБ) tervezte és felügyelte építését. Mind az ISZ–A (ИС-А – истребитель спутник-активный), mind az ISZ–P műholdakat a Cselomej vezette OKB–52 fejlesztette ki és építette meg. Üzemeltetője a moszkvai Honvédelmi Minisztérium (oroszul: Министерство обороны – MO).
Megnevezései: COSPAR: 1970-087A; SATCAT kódja: 4590.
1970. október 20-án  indították a Bajkonuri űrrepülőtérről az LC90–19 (LC–Launch Complex) jelű indítóállványról egy Ciklon–2 (11K69) típusú hordozórakétával állították alacsony Föld körüli pályára (LEO = Low-Earth Orbit). Az orbitális pálya 94,8 perces, 62,9° hajlásszögű, elliptikus pálya-perigeuma 490 kilométer, apogeuma 553 kilométer volt.
Az anti-műholdas fegyver ASAT – célműhold, elnevezése Uránusz (Уран), típusa: ИС-П (истребитель спутник-пассивный) rendszerbe tartozó ISZ–A űreszköz. Henger alakú, átmérője 1,50, hossza 4,5 méter, tömege 3320 kilogramm. Az űreszköz manőverező képességgel rendelkezik (hajtóanyag, mikromotorok). A célműholdat az elfogó űrobjektumok, előbb a Koszmosz–374 1970. október 23-án, majd a Koszmosz–375 1970. október 30-án sikeres manőverek végrehajtásával megközelítették, majd leválás után az önmegsemmisítő felrobbantotta a repeszbombát. A célműhold passzív állapotban a radarfelderítés (elfogás, követés gyakorlása) eszközeként szolgált.
1980. március 8-án, 3427 nap (9,38 év) után belépett a légkörbe és megsemmisült.

## Külső hivatkozások
- Koszmosz–373. lib.cas.cz. [2013. október 13-i dátummal az eredetiből archiválva]. (Hozzáférés: 2014. május 7.)
- Koszmosz–373. nasa.gov. (Hozzáférés: 2014. május 7.)
- Koszmosz–373. astronautix.com. (Hozzáférés: 2014. május 7.)
- Koszmosz–373. astronautix.com. (Hozzáférés: 2014. május 7.)
- Koszmosz–373. hobby.ru. (Hozzáférés: 2014. május 7.)

| Elődje: Koszmosz–372 | Koszmosz-program 1967 | Utódja: Koszmosz–374 |